# Violência étnica no Afeganistão
A violência étnica no Afeganistão tem desempenhado um papel importante nas guerras ocorridas no Afeganistão.

## Demografia
Existem quatro grandes grupos étnicos no Afeganistão. Os tajiques (com os aimaques), os hazaras, os usbeques (com os turcomenos) e a quarta e maior etnia sendo os pashtuns. Os dados mais recentes sobre as filiações étnicas provém de uma pesquisa realizada pela The Asia Foundation em 2010. De acordo com a pesquisa representativa, 42% das pessoas se identificaram como pashtuns, 33% como tajiques (e aimaques), 11% como usbeques (e turquemenos) e 10% como hazaras. Os restantes 4% se identificaram como nuristanis (afiliados com os tajiques), balúchis e árabes.

## Hazaras, tajiques e uzbeques
O regime talibã cometeu massacres terríveis visando sistematicamente os hazaras, tajiques e uzbeques. Em 1998, as Nações Unidas acusaram o regime Talibã de negar alimentos de emergência do Programa Mundial de Alimentação das Nações Unidas para 160 mil pessoas famintas (a maioria dos quais eram hazaras e tajiques) "por razões políticas e militares". A ONU afirmou que o regime talibã mantinha pessoas famintas por sua agenda militar e utilizava a ajuda humanitária como arma de guerra.
Em 8 de agosto de 1998, o regime Talibã lançou um ataque em Mazar-e Sharif. Uma vez no controle, o regime passou a matar pessoas de forma indiscriminada com base em sua etnia, especialmente hazaras e uzbeques. As mulheres foram estupradas, e milhares de pessoas foram trancadas em contêineres (contentores) e deixadas para sufocar. Esta limpeza étnica provocou cerca de 5000 a 6000 mortos.

## Pashtuns
Em 2001, a Human Rights Watch expressou o temor de que a violência étnica no Afeganistão era suscetível de aumentar devido ao conflito entre as diferentes fações. Milhares de pashtuns tornaram-se refugiados enquanto fugiam de tropas usbeques da Junbish-i Milli, algumas das quais foram relatadas praticando saques, estupros e sequestros quando estavam desarmando pashtuns acusados de serem antigos apoiantes dos talibãs no norte do Afeganistão, durante os estágios iniciais da Guerra no Afeganistão, que removeu os talibãs predominantemente pashtuns do poder.

## Medidas políticas
Em 2010 o presidente afegão Hamid Karzai criou uma comissão para investigar a violência étnica contínua a qual acredita estar prejudicando os esforços militares para conter a insurgência talibã.